# Prosimulium irritans
Prosimulium irritans är en tvåvingeart som beskrevs av Rubtsov 1940. Prosimulium irritans ingår i släktet Prosimulium och familjen knott. Inga underarter finns listade i Catalogue of Life.